# Сатрапія
Сáтрáпія (дав.-перс. Xšaθra; перс. شهر) - адміністративна одиниця (провінція) в державі Ахеменідів , очолювана сатрапом.
Розподіл Персії на сатрапії введено при династії Ахеменідів. Дарій І, що був правителем Персії, упорядкував цю систему. 23 сатрапії приблизно відповідали підкореним країнам, що зберігали свої закони та мову, але сплачували податки імператору. 
Величезна влада була зосереджена в руках сатрапів, що  приводило до  частих бунтів та сепаратизму в державі. 
Олександр Македонський , підкоривши Персію, зберіг цю систему. Так само вчинили потім Селевкіди, Парфянські царі  та  династія Сасанідів.

## Перша згадка
Розподіл Імперії на сатрапія було упорядковано царем Дарієм І з династії Ахеменідів. Перелік сатрапій згадується в Бегістунському написі, який було написано за наказом Дарія І трьома мовами, і в якому розповідається історія Ахеменідів:

Цар Дарій говорить: „Це країни, що підпорядковуються мені, і завдяки благодаті Ахурамазди я став їхнім царем: Персія, Елам, Вавилонія, Ассирія, Аравія, Єгипет, країни, що біля моря, Лідія, Греки, Мідія, Вірменія, Каппадокія, Парфія, Дрангіана, Арія, Хорезмія, Бактрія, Согдіана, Гандара, Скіфія, Сака, Саттагідія, Арахосія та Мака; загалом двадцять три землі.“

«Країнами, що біля моря», швидше за все, названо Кілікію, Фінікію, Палестину та Кіпр.
Європейськими сатрапіями за часів правління імператорів Дарія І та Ксеркса І були Іонія, Скудра, і Сака (Північне Причорномор'я, Керченська протока і Азовське узбережжя).

## Відомі сатрапи
- Аріамн
- Аріобарзан ІІ Ктіст
- Артабаз ІІ
- Мазей
- Евагор ІІ
- Евмен
- Оронт І
- Тіссаферн